# Thomas Mack (Gastronom)

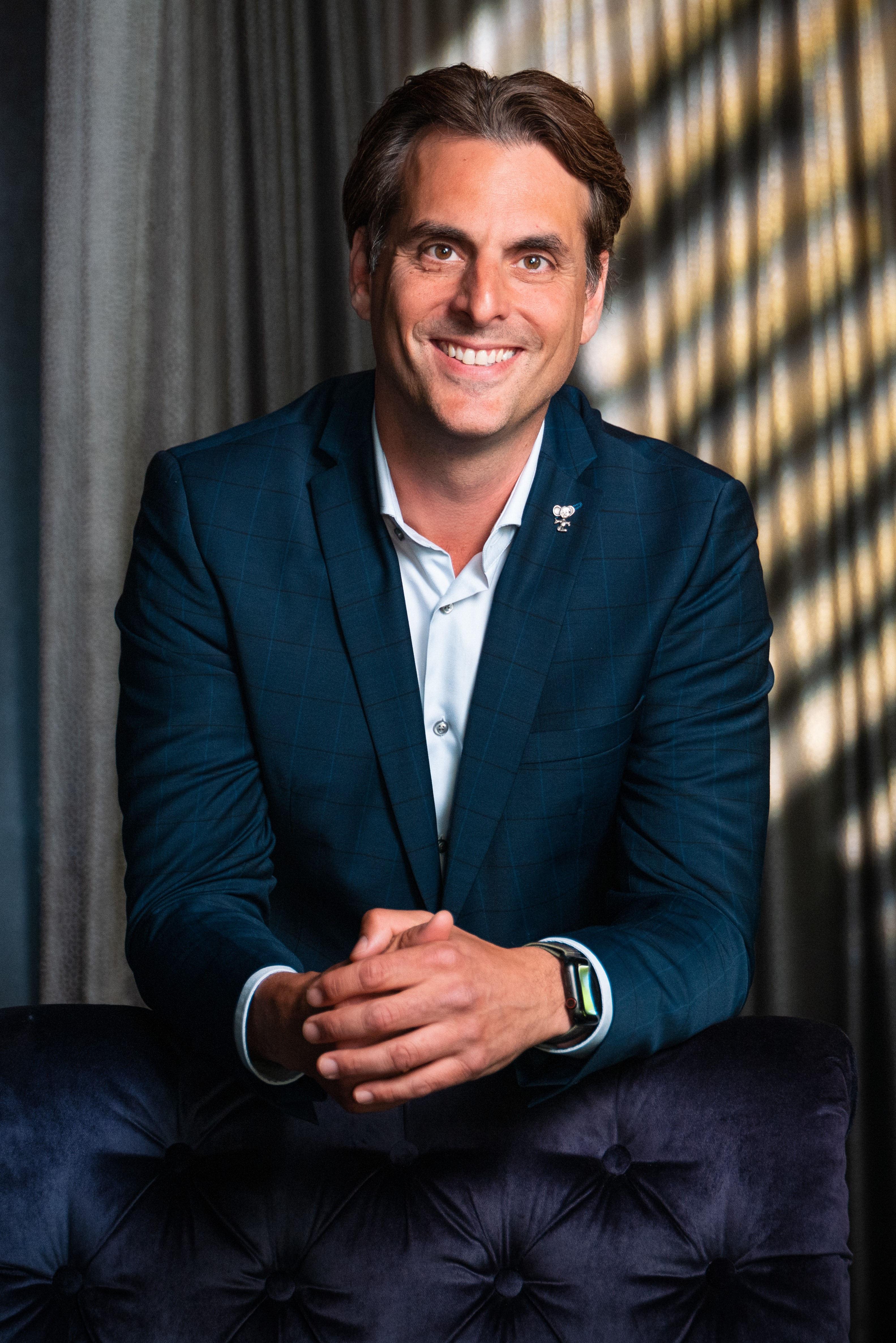
Thomas Mack (2022)

Thomas Mack (* 4. Januar 1981 in Lahr/Schwarzwald) ist ein deutscher Gastronom und Hotelier.

## Berufsleben
Als Sohn von Roland Mack stieg Thomas Mack 2007 als Prokurist in die Firma Europa-Park in Rust ein, wo er im Mai 2016 Geschäftsführer wurde. Er verantwortet die Hotels, Gastronomie-Angebote und das Entertainment des Europa-Parks. Das erste größere Projekt im Europa-Park, das Mack maßgeblich mitbetreute, war das Vier-Sterne-Hotel „Bell Rock“. Unter Macks Verantwortung entstanden zudem das mit zwei Sternen ausgezeichnete Nobelrestaurant Ammolite – The Lighthouse Restaurant (Küchenchef Peter Hagen-Wiest) und das Vier-Sterne-Hotel Krønasår mit 1300 Betten. Auch für die Entstehung des angrenzenden, 2019 eröffneten Wasserparks Rulantica ist er verantwortlich. 2021 berichtete die Handelszeitung, dass Mack mit Eatrenalin ein neues Event-Gastronomiekonzept plane, bei dem Kulinarik und virtuelle Medien vereint werden sollen. Das erste Eatrenalin-Restaurant wurde am 4. November 2022 in Rust eröffnet.

## Privatleben

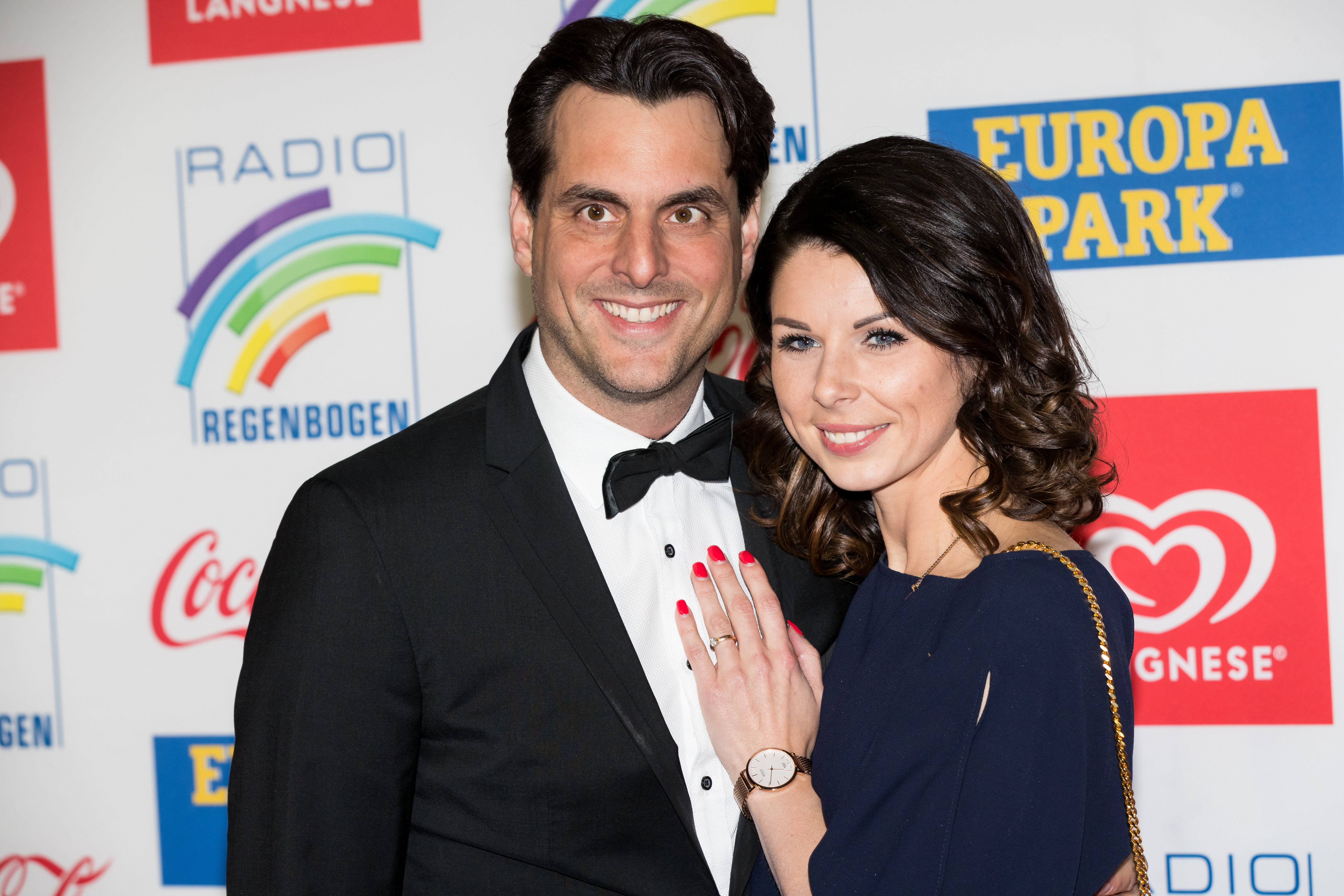
Thomas Mack und seine Frau Katja (2018)

Thomas Mack wurde als zweiter Sohn von Roland Mack und Marianne Mack geboren. Er hat einen älteren Bruder, Michael Mack, sowie eine jüngere Schwester, Ann-Kathrin Mack. Er wuchs mit ihnen im Europa-Park auf. Mack besuchte die Grundschule in Rust und legte sein Abitur am Gymnasium Ettenheim ab. Von 2001 bis 2006 studierte er an der Hotelfachschule Luzern. Er schloss das Studium als Diplom-Hotelier ab.
Mack ist seit 2013 verheiratet und hat mit seiner Frau zwei Kinder.

## Auszeichnungen
Die von der dfv Mediengruppe publizierte Allgemeine Hotel- und Gastronomie-Zeitung zeichnete Mack 2020 als „Hotelier des Jahres“ aus. Im Rahmen der „Fizzz Awards 2020“ wurde Mack als „Erfolgsgastronom des Jahres“ ausgezeichnet.